# Liam Paro
Pour les articles homonymes, voir Lovemore.
Liam Paro est un boxeur australien né le 16 avril 1996 à Mackay.

## Carrière
Passé professionnel en 2016, il devient champion du monde des poids super-légers IBF le 15 juin 2024 en battant aux points Subriel Matías. Paro est en revanche battu dès le combat suivant par l'Américain Richardson Hitchins le 7 décembre 2024 aux points.